# Just So Stories

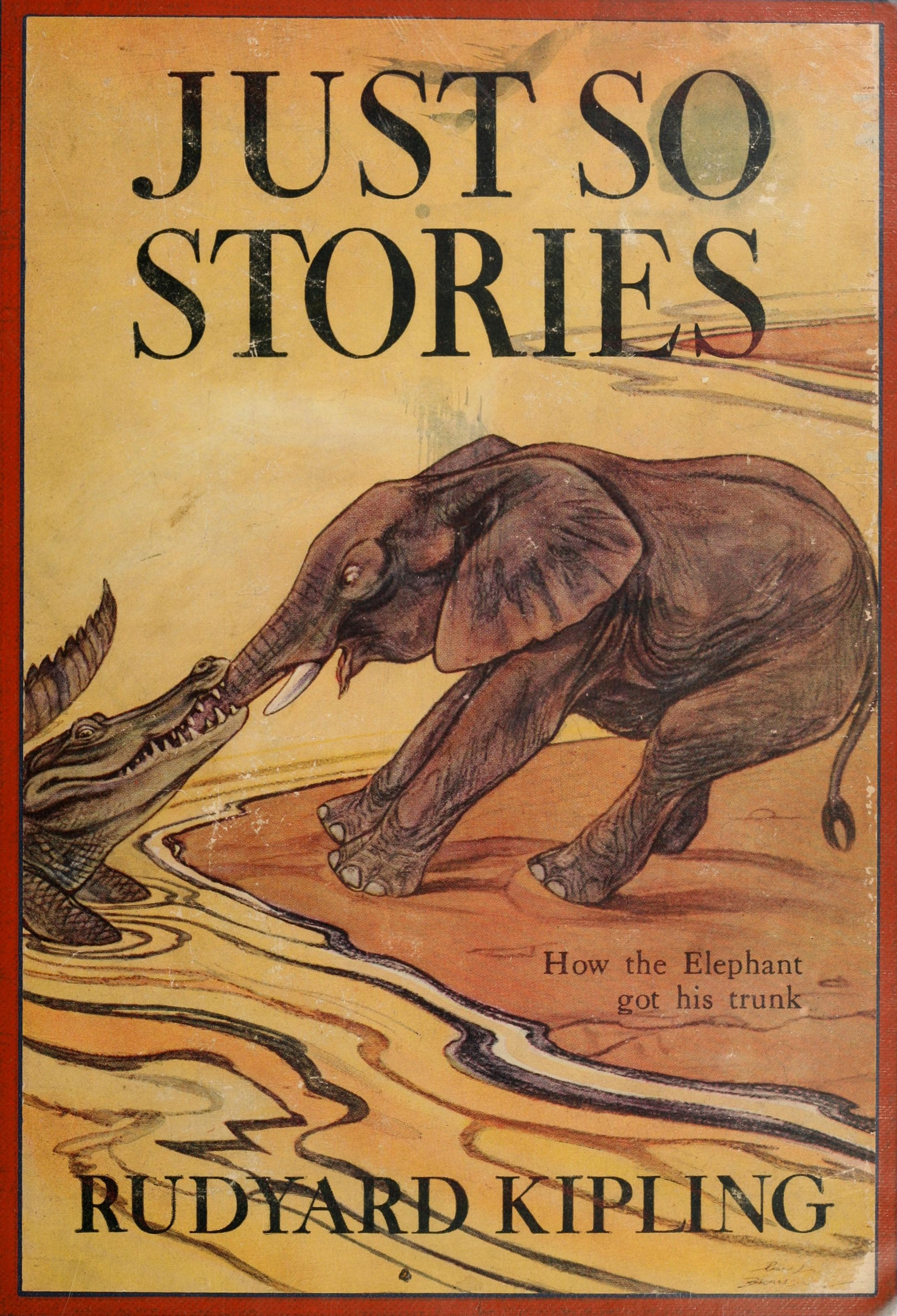
Just So Stories
(Hoe de olifant zijn slurf kreeg)

Just So Stories is werk van Joseph Rudyard Kipling daterend uit 1902. In tegenstelling tot de eerste Engelse uitgave van Macmillan, bevat de Amerikaanse uitgave door Scribner in 1903 een dertiende verhaal, 'The Tabu Tale'. Dat verhaal is ook terug te vinden in het handschrift van de tekst dat in de British Library berust.
Hoewel hij met het schrijven van Just so Stories begonnen was voor zijn oudste dochter Effie die op de leeftijd van zes jaar aan longontsteking overleed, waren de verhalen bestemd om hardop voorgelezen te worden aan zijn kinderen John en Elsie. Ook John stierf op jeugdige leeftijd. Als luitenant bij de Irish Guards werd hij in 1915, na de slag bij Loos in Frankrijk, als vermist opgegeven. Hij was 18 jaar geworden. Na de oorlog zou Rudyard Kipling lid worden van The Imperial War Graves Commission, waarbij hij verantwoordelijk was voor alle grafschriften, daarbij inbegrepen de uitdrukking ‘Known to God' op de graven van onbekende soldaten.
Kipling noemde zijn verhalen Just so Stories omdat zijn jeugdige aandachtige toehoorders verlangden dat ze telkens weer op dezelfde manier werden verteld. De verzameling bestaat uit 12 verhalen en 12 gedichten en een verhaal, de 'Tabu Tale', dat pas in de Amerikaanse uitgave werd opgenomen. Sommige verhalen ontstonden in de Woolsack, de woning op het domein van Cecil Rhodes nabij Kaapstad, waar de Kiplings vaak verbleven tijdens hun bezoeken aan Zuid-Afrika; andere in Rottingdean, een kleine badplaats nabij Brighton waar het gezin vijf jaar heeft gewoond. De meeste vertellingen waren reeds afzonderlijk verschenen in verschillende tijdschriften vooraleer ze in 1902 in boekvorm in Londen en New York werden uitgegeven.
De verschillende intriges vinden hun oorsprong in diverse culturen. Zo komt de idee van het verhaal van de kameel uit een moslimlegende, maar er zijn natuurlijk ook duidelijke invloeden van de protestantse werkethiek: de kameel krijgt zijn bult als straf voor zijn weigering te werken. Kipling maakt ook herhaaldelijk allusies op het werk van Charles Darwin en Aesopus. Zijn kenmerkende taal is in alle verhalen opzettelijk overdreven en repetitief. Als voorbeeld nam hij de stijl van E.W. Lane's Arabische nachten, een werk dat hij vaak parodieerde. De verteller lijkt een mengsel te zijn van een profeet uit het Oude Testament en een cabaretier die voor een publiek van kinderen optreedt. Zijn ingenieuze en kleurrijke woordspelingen zouden James Joyce hebben beïnvloed.